# Basic-Fit

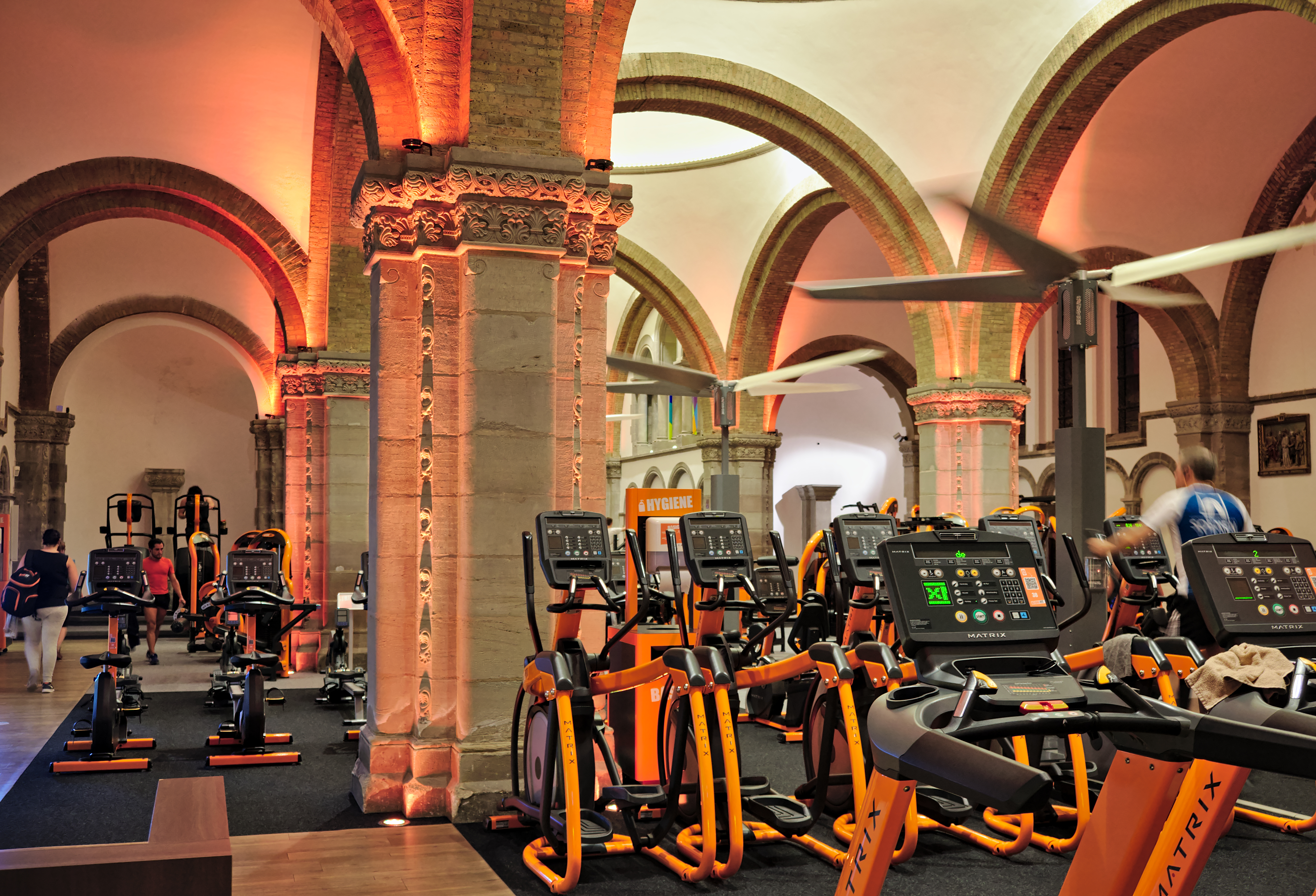
Basic-Fit in het voormalige Karmelietenklooster in Ieper.

Basic-Fit  is een keten van sportscholen. In 2024 waren er 1575 vestigingen met het Basic-Fit-merk in Europa, de meeste in Frankrijk, Nederland, België en Spanje.

## Geschiedenis
Oprichters René Moos en Eric Wilborts fuseerden in 2003 alle door hen opgerichte tennis- en fitnesscentra, onder meer om te concurreren met het Britse Fitness First en met Achmea. Ze bedachten daarbij een concept voor eenvoudige fitness zonder extra faciliteiten.
Basic-Fit kwam in 2013 in handen van privé-investeerder 3i, die na de beursgang in 2016 nog een aandeel had van 28%. In april 2021 waren de twee grootaandeelhouders AM Holding B.V. en 3i Group plc allebei met een belang van 15%. In november 2021 verkocht 3i een pakket aandelen à 44,25 euro per stuk en houdt na deze verkoop nog een belang aandelen van 6,6%.
Op 10 juni 2016 kreeg het bedrijf een beursnotering aan de Euronext Amsterdam. De aandelen werden geplaatst tegen een prijs van 15 euro.
In maart 2017 telde het bedrijf in Nederland 148 vestigingen en iets meer dan zeventig in Frankrijk. In totaal had Basic-Fit toen 419 clubs en 1,2 miljoen leden, vooral in de Benelux. Het wil in Nederland elk jaar ongeveer tien clubs openen tot zo'n 250 filialen in totaal. In april 2017 is het hoofdkantoor van de keten binnen Hoofddorp verplaatst van de Diamantlaan naar de Wegalaan, gelegen op het bedrijventerrein Beukenhorst nabij Station Hoofddorp.

## Activiteiten
Eind 2024 telde Basic-Fit 1575 vestigingen. Naast de standaard fitnessclub baat Basic-Fit ook fitnessclubs uit die elk moment van de dag geopend zijn, de zogenaamde 24/7 clubs. Daarnaast zijn er ook clubs die enkel toegankelijk zijn voor vrouwen. Per jaareinde 2024 waren er in totaal 4,25 miljoen leden.
In 2021 werd de helft van de omzet gerealiseerd in de Benelux en de rest was afkomstig uit Frankrijk en Spanje. In dit jaar was de gemiddelde opbrengst per lid zo'n 13 euro per maand, voor de uitbraak van coronapandemie was dit nog zo'n 20 euro (2019). Er werken in 2024 bijna 9000 mensen bij het bedrijf, de meesten in deeltijd. 
In 2021 kwam het aantal vestigingen boven de 1000 uit. In november 2021 maakte het bedrijf ambitieuze plannen bekend voor een verdubbeling naar 2000 clubs in 2025.
In de clubs van Basic-Fit is voornamelijk apparatuur van het Aziatische merk Matrix te vinden. Sommige clubs hebben apparaten van Technogym, daar deze clubs waren overgenomen van verschillende sportschoolketens waaronder Healthcity en Fitland. De locaties die Basic-Fit van Fitland heeft overgenomen zijn voornamelijk vestigingen die eerder deel uit maakten van Achmea Health Centers.